# クローンタン駅
クローンタン駅（クローンタンえき、タイ語:สถานีรถไฟคลองตัน ）は、タイ王国の首都バンコク都フワイクワーン区にある、タイ国有鉄道東線の駅である。

## 概要
クローンタン駅は、タイ王国の首都バンコク都の、人口約7万7千人が暮らすフワイクワーン区にある。
当駅付近にはエアポート・レール・リンクの駅は設置されていないが、車両基地が近くにある。
当駅から都心部北側をう回し、北本線バーンスー操車場との間にバイパス線を建設する計画が1930年代からあるが、実現していない。
1990年代には、ホープウェル計画による東線の高架化工事が一部着工され、当駅構内でも高架橋の建設が開始されたが、1997年の同計画中止に伴い建設は中断された。高架橋の構造物は施工途中の状態のまま残存していたものの、エアポート・レール・リンクの建設に際してホープウェル計画の構造物は撤去され、新たな高架橋が建設されている。

## 歴史
1908年1月24日に、タイ国鉄東本線第一期工事区間クルンテープ駅（バンコク） - チャチューンサオ間が完成しそれに伴い当駅も開業した。
- 1908年1月24日 【開業】クルンテープ駅　-　チャチューンサオ駅 (60.99km)

## 駅構造

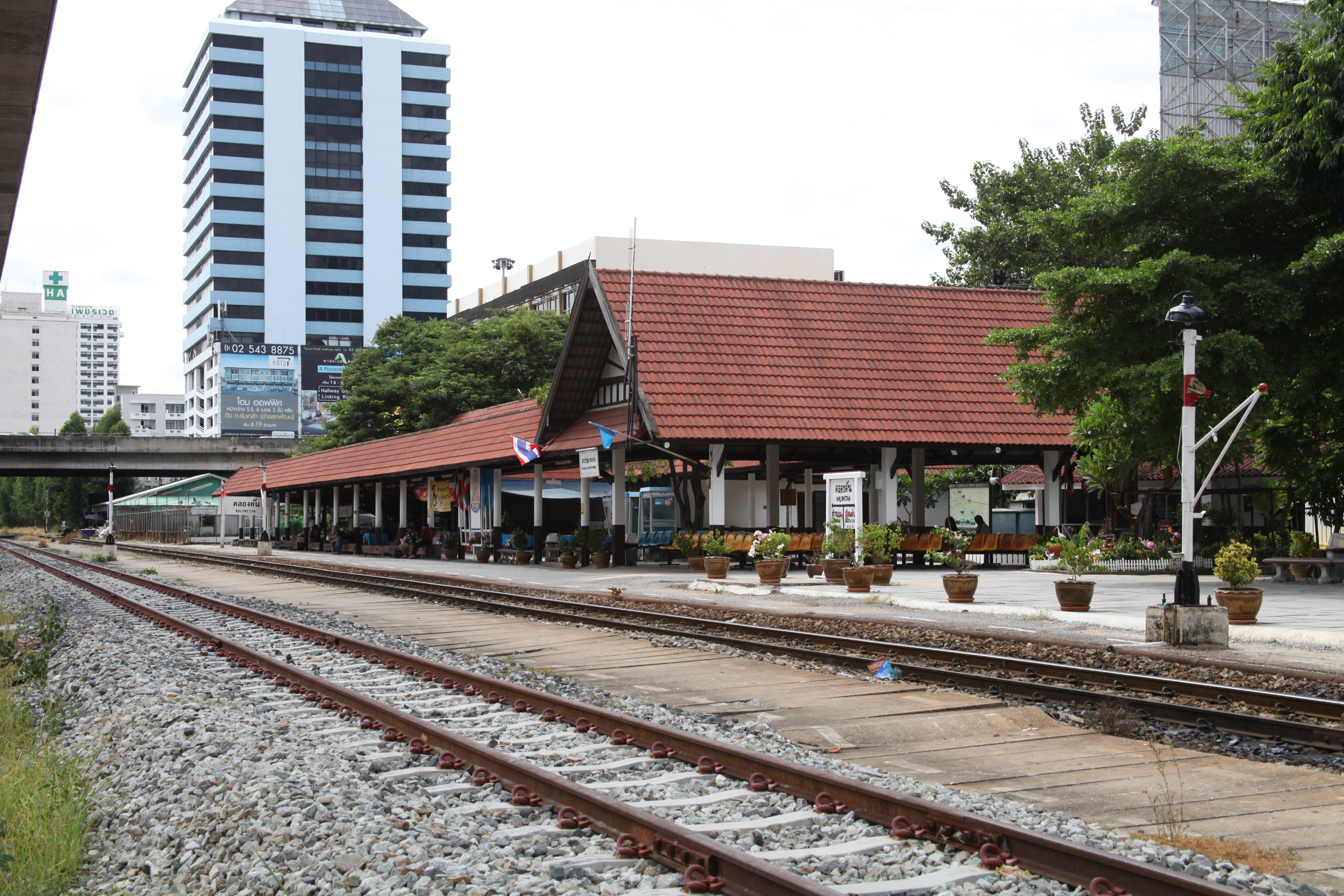
クローンタン駅構内

地平駅で、島式ホーム・片面ホーム各1面を有していたが、エアポート・レール・リンクの建設に伴い、施設の一部が撤去され、地平の本線に並行してエアポート・レール・リンクの高架橋が設けられている。
現在、プラットホームは1面1線の棒線駅だが、その西隣に交換設備が設けられており、早朝は多くの列車がここで離合する。